# Yohji Yamamoto

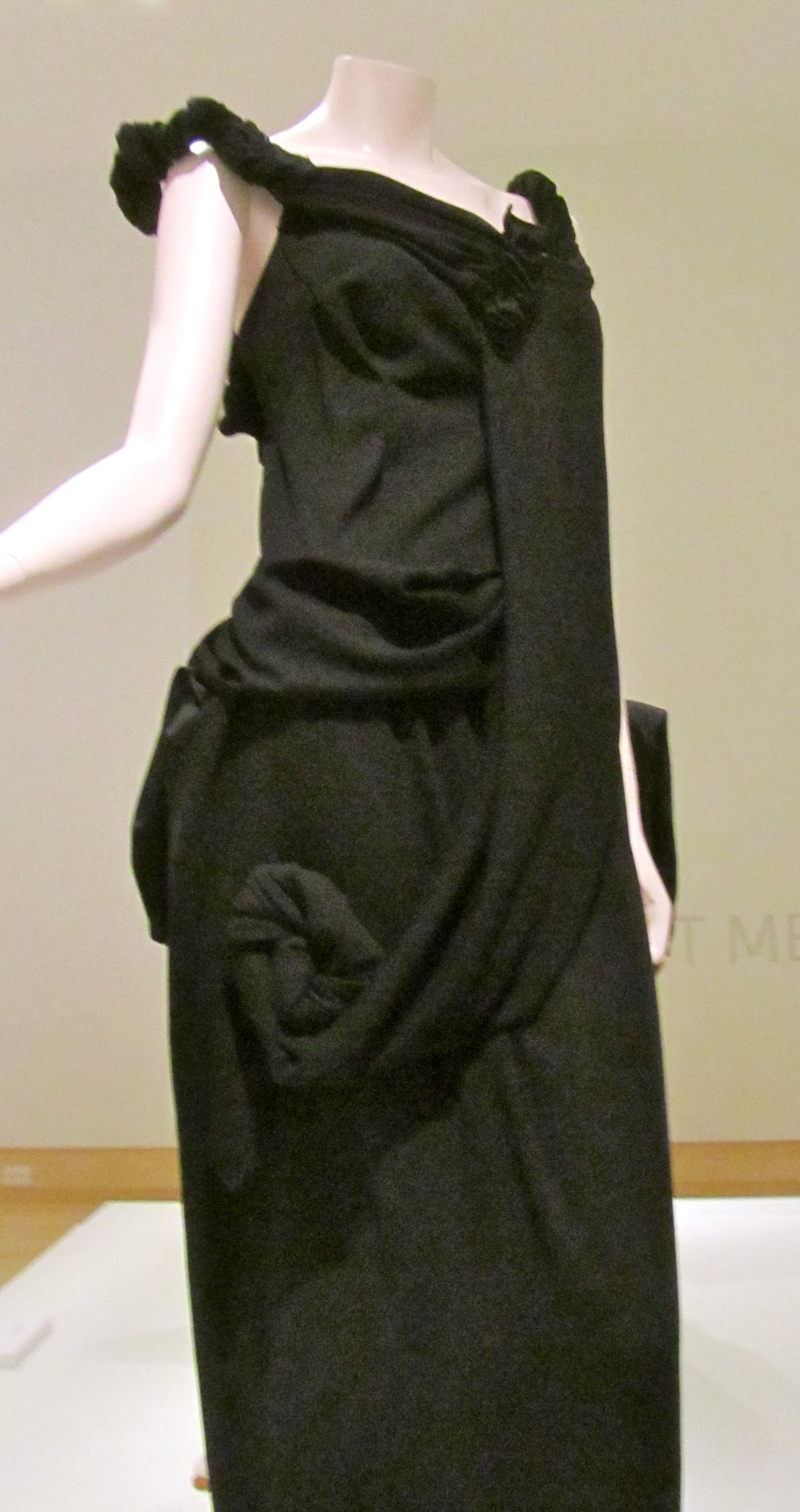
Polyester jurk van Yohji Yamamoto, 1998

Yohji Yamamoto (Japans: 山本 耀司, Yamamoto Yōji) (Yokohama, 3 oktober 1943) is een Japanse modeontwerper.

## Biografie
Als zoon van een kleermaker studeerde hij rechten aan de Keio Universiteit. Daarna volgde een modeopleiding aan het Bunka College te Tokio.
Hij ontwierp eerst kledingstukken voor zijn vrouw en haar vriendinnen. In 1968 verkreeg hij een beurs om zich in Parijs in modeontwerp te specialiseren. In 1974 startte hij met een eigen bedrijf en kwam naar buiten met een eerste collectie. In 1981 waren zijn creaties op de catwalk in Parijs en in 1982 in New York te bezichtigen. In zijn creaties komen nauwelijks kleuren of accessoires voor. Voor zijn ontwerpen verwierf hij in 1986 de Chevalier de l'Ordre des Arts et Lettres en de Mainichi Fashion Grand Prize.
Voor het merk Adidas staat hij sinds 2003 in voor de Productielijn Y-3. Hij heeft ook ontwerpen gemaakt voor andere modemerken zoals Hermès en Mandarina Duck.
In 2007 werd zijn werk tentoongesteld in het Modemuseum te Antwerpen. Eind oktober 2007 opende Yamamoto in het voormalige Forum van de Modenatie te Antwerpen een nieuwe winkel. In hetzelfde gebouw zijn sinds 2002 het Flanders Fashion Institute, het Modemuseum, de modeafdeling van de academie en de boekhandel Copyright gevestigd. Yamamoto koos voor een witte box-aankleding waardoor de kleding zelf alle aandacht krijgt in de gegeven ruimte. De paskamers, in een mix van origami en paravant, zijn aandachtstrekkers.
Yamamoto's dochter Limi Yamamoto is eveneens modeontwerper met de lijn Limi Feu met een eerste show eind oktober 2007 te Parijs.
- Bibsys: 90884718
- Biblioteca Nacional de España: XX4818086
- Bibliothèque nationale de France: cb13545251x (data)
- CiNii: DA11561509
- Dictionary of Australian Artists: yohji-yamamoto
- Gemeinsame Normdatei: 119116502
- International Standard Name Identifier: 0000 0000 8396 9124
- KulturNav: 88db4e49-bceb-40c3-a458-95d7f63d92b6
- Library of Congress Control Number: n2004021083
- MusicBrainz: 4c9f1e61-664e-4f00-ac96-1802d98b1f10
- Bibliotheek van het Japanse parlement: 00681545
- National Gallery of Victoria: 12850
- Nationale Bibliotheek van Tsjechië: js20020930015
- Nationale bibliotheek van Australië: 49864564
- Nationale Bibliotheek van Israël: 987007290884305171
- Nederlandse Thesaurus van Auteursnamen: 166129704
- Réseau des bibliothèques de Suisse occidentale: 02-A000178902
- RKD-Nederlands Instituut voor Kunstgeschiedenis: 229132
- SNAC: w65b17dg
- Système universitaire de documentation: 079995381
- Museum of New Zealand Te Papa Tongarewa: 59550
- Union List of Artist Names: 500330305
- Virtual International Authority File: 79154212
- WorldCat: E39PBJfrPbGhYbBkyYG9tYYdcP